# Jak włos w zupie
Jak włos w zupie (fr. Comme un cheveu sur la soupe) – francuska komedia w reżyserii Maurice`a Regameya. W roli głównej Louis de Funès. 

## Fabuła
Kompozytor Pierre Cousin (Louis de Funès) z powodu rozstania z ukochaną próbuje popełnić samobójstwo. W trakcie jednej z prób ratuje przed utonięciem początkującą piosenkarkę Caroline Clement. Nawet to nie odwodzi go od chęci odebrania sobie życia. Wynajmuje więc młodego Amédée, aby ten go zabił. Kiedy media dowiadują się, że uratował życie kobiecie staje się bohaterem, jego piosenki zyskują coraz większy rozgłos. Ma tylko jeden problem. Jak odwołać zlecenie na swoje zabójstwo.

## Obsada
- Louis de Funès - Pierre Cousin, kompozytor
- Noëlle Adam - Caroline Clement
- Jacques Jouanneau - Amédée
- Etienne Decroux - głupek
- Nadine Tallier - Juliette
- Christian Duvaleix - dziennikarz
- Léo Campion - Ferdinand Bouthillier
- Christian Méry - Angelo, gangster z Korsyki
- Louis Massis - fotograf